# Nerw węchowy

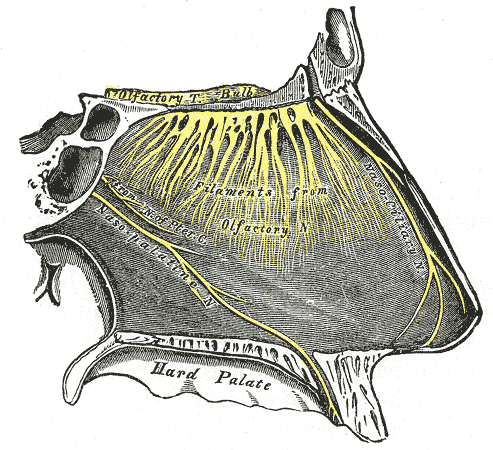
Unerwienie przegrody nosa, zaznaczono nici węchowe (fila olfactoria) i opuszkę węchową (bulbus olfactorius).

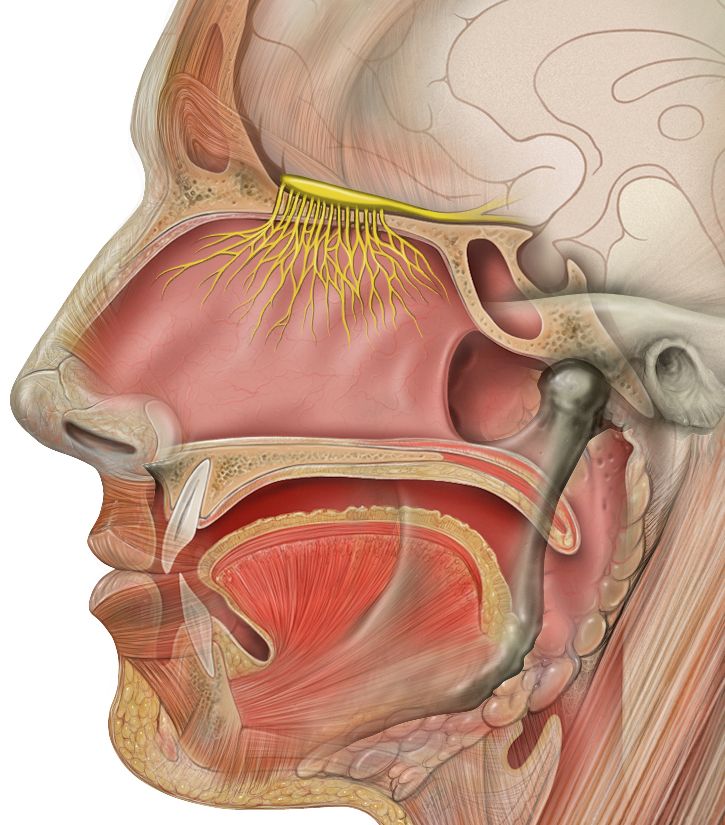
Ilustracja połączenia jamy nosowej z jamą ustną, umożliwiającego jednoczesne odbieranie wrażeń węchowych i smakowych

Nerw węchowy (łac. nervus olfactorius, ang. olfactory nerve) – czuciowy nerw czaszkowy, przewodzący bodźce węchowe.
U człowieka składa się on z około 20 nici węchowych (fila olfactoria), które odchodzą od komórek węchowych, mieszczących się w polu węchowym jamy nosa. Nici węchowe wchodzą do jamy czaszki przez blaszkę sitową kości sitowej i kończą się w opuszce węchowej.
Nerwy węchowe prowadzą bodźce czuciowe z górnej części błony śluzowej nosa (nabłonek węchowy), gdzie mieszczą się receptory węchowe. Liczne nerwy węchowe biegną z jamy nosowej przez otworki w kości sitowej do jamy czaszki, dochodzą do opuszki węchowej, a następnie drogą węchową dochodzą do kory zakrętu hipokampa, gdzie znajduje się korowy ośrodek węchu. Przy złamaniach podstawy czaszki może dojść do uszkodzenia nerwów węchowych i zaburzeń lub całkowitej utraty węchu (zobacz: anosmia, hiposmia, zaburzenia węchu).